# Pierwsze oczarowanie
Pierwsze oczarowanie (ang. My Life So Far) – amerykańsko-brytyjski komediodramat z 1999 roku wyreżyserowany przez Hugh Hudsona. Wyprodukowana przez Miramax Films.
Premiera filmu miała miejsce 23 lipca 1999 roku w Stanach Zjednoczonych. W Polsce premiera filmu odbyła się 24 listopada 2000 roku.

## Opis fabuły
Akcja filmu rozgrywa się w roku 1920. Opowiada historię dziesięcioletniego chłopca Frasera (Robert Norman), który mieszka z rodzicami i licznym rodzeństwem. Pewnego dnia odwiedza ich bogaty wuj Morris (Malcolm McDowell) wraz z atrakcyjną narzeczoną Heloise (Irene Jacob). Fraser obdarza ją pierwszym chłopięcym uczuciem. W kobiecie zakochuje się także jego ojciec Edward (Colin Firth).

## Obsada
Źródło: Filmweb
- Colin Firth jako Edward
- Rosemary Harris jako Gamma
- Irène Jacob jako Heloise
- Mary Elizabeth Mastrantonio jako Moira
- Malcolm McDowell jako wujek Morris
- Robert Norman jako Fraser
- Tchéky Karyo jako Gabriel Chenoux
- Kelly MacDonald jako Elspeth
- Roddy McDonald jako Rollo
- Daniel Baird jako Finlay
- Jennifer Fergie jako Brenda
- Kirsten Smith jako Meg

i inni.